# Guelph Platers
Guelph Platers byl kanadský juniorský klub ledního hokeje, který sídlil v Guelphu v provincii Ontario. V letech 1982–1989 působil v juniorské soutěži Ontario Hockey League (dříve Ontario Hockey Association). Zanikl v roce 1989 po přestěhování do Owen Soundu, kde byl vytvořen tým Owen Sound Platers. Své domácí zápasy odehrával v hale Guelph Memorial Gardens s kapacitou 3 999 diváků. Klubové barvy byly červená, žlutá a bílá.
Nejznámější hráči, kteří prošli týmem, byli např.: Rob Zamuner, Steve Chiasson, Kirk Muller nebo Trevor Stienburg.

## Historické názvy
Zdroj: 
- 1968 – Guelph CMC's
- 1972 – Guelph Biltmore Mad Hatters
- 1975 – Guelph Holody Platers
- 1978 – Guelph Platers

## Úspěchy
- Vítěz Memorial Cupu ( 1× )
  - 1986
- Vítěz OHL ( 1× )
  - 1985/86

## Přehled ligové účasti
Zdroj: 
- 1968–1970: Central Ontario Junior B Hockey League
- 1970–1977: Southern Ontario Junior A Hockey League
- 1977–1981: Ontario Provincial Junior A Hockey League
- 1981–1982: Ontario Junior Hockey League (Ruddockova divize)
- 1982–1989: Ontario Hockey League (Emmsova divize)